# 日曜日よりの使者
「日曜日よりの使者」（にちようびよりのししゃ）は、日本のロックバンド、THE HIGH-LOWSの22枚目のシングル。2004年2月11日発売。発売元はユニバーサル シグマ。

## 概要
元々は1995年10月発売の1stアルバム『THE HIGH-LOWS』に収録されていた楽曲。その後、1996年1月発売のシングル「スーパーソニックジェットボーイ」のC/W曲として新バージョンの『日曜日よりの使者(SINGLE Version)』が収録された。
「ダウンタウンのごっつええ感じ」の1995年のエンディング曲、ホンダの「Do you have a HONDA ?」キャンペーンCMソング、ABCラジオの『アベロクのどんまいサンデー』のテーマソングとして新バージョンが使用される。
2004年には、映画『ゼブラーマン』の主題歌として1stアルバムに収録されたバージョンが採用され、リリースから10年近くを経てシングルカットされた。
なお、本作がユニバーサル ミュージックからリリースされたハイロウズ最後のシングルとなった。
その後、シングルカットから10年後の2014年にはアサヒビールの『アサヒ オフ』のCMソングとして起用されるなど、長年にわたり多くの作品や場面で使われている（後述）。
なお、この曲のメロディーは、米国の大衆的な讃美歌『永遠の絆 (ウィル・ザ・サークル・ビー・アンブロークン?)』（1907年発表）のメロディーと類似点があるといわれる。米国の著作権法において、1922年以前に作曲された著作物は保護期間が消滅してパブリックドメインとみなされるため、この楽曲の著作権は存在していない。

## 収録曲
| 全作詞・作曲: 甲本ヒロト、全編曲: THE HIGH-LOWS。 |                      |            |            |      |
| #                                                 | タイトル             | 作詞       | 作曲・編曲 | 時間 |
| 1.                                                | 「日曜日よりの使者」 | 甲本ヒロト | 甲本ヒロト | 6:17 |
| 2.                                                | 「シッパイマン」     | 甲本ヒロト | 甲本ヒロト | 3:58 |
| 合計時間:                                         | 合計時間:            | 10:15      |            |      |

### 楽曲解説
1. 日曜日よりの使者
2. シッパイマン -  「ゼブラーマン」の劇中歌として使用。2001年に発売のアルバム『HOTEL TIKI-POTO』にも収録されている。

## 参加ミュージシャン
- 甲本ヒロト - ボーカル
- 真島昌利 - ギター
- 調先人 - ベース
- 大島賢治 - ドラムス
- 白井幹夫 - キーボード

## タイアップ、同曲を使用した作品等
テレビ番組
- 「ダウンタウンのごっつええ感じ」 - エンディングテーマ（フジテレビ、1995年）
- 「アベロクのどんまいサンデー」 - テーマソング（ABCラジオ）
- 「ゼロいち」 - ジングル（北日本放送）
- 「彼女が死んじゃった。」 - 挿入歌（日本テレビ系列、2004年）
- 「相席食堂」- （朝日放送テレビ）
- 「THE TIME,」 - 「朝から1分!景気がイイ人ニュース」コーナーテーマ曲（TBSテレビ）

テレビCM
- ホンダ「Do you have a HONDA?」キャンペーン - CMソング
- アサヒビール アサヒオフ - CMソング（2014年）
- アディダスジャパンブランドキャンペーン - 同曲の替え歌をCMで使用[2][3]（2018年8月）

映画
- ゼブラーマン - 主題歌（2004年）
- モンスターストライク - 挿入歌（カバー曲）

スポーツ
- Jリーグ・横浜F・マリノス チャント - 国際大会(アジア地域)にて試合にサポーターが替え歌『アジアを勝ち獲ろう』を歌唱。
- Jリーグ・大分トリニータ　チャント - 試合に勝利したときにサポーターが替え歌『大分よりの使者』を歌唱。
- 日本の高校野球・応援歌 - 控えの野球部員らが同曲の替え歌を歌唱する事が多い（高松商業高等学校等が有名）。ほか甲子園大会でも、吹奏楽部が時折り演奏されている。

キャンペーン、イベント等
- 岡山市観光PRサイト『伝説の岡山市』 - プロローグ動画で使用[4]（2013年2月）

## カバーした歌手
- PUFFY （アルバム『PUFFY AMIYUMI×PUFFY』にてカバー）
- HALCALI （シングル「It's PARTY TIME!」にて本曲をサンプリング）
- Creepy Nuts （アルバム『かつて天才だった俺たちへ』にて菅田将暉と共にカバー）

## その他
- 「日曜日よりの使者」（M-1）は、2008年4月9日発売のコンピレーション・アルバム『DRIVIN' J-POP for love & joy』の7曲目にも収録されている。
- 2010年1月に行われたBO GUMBOSのライブに甲本がゲスト出演した際に、BO GUMBOSのメンバーのリクエストによりこの曲を演奏した。